# Nayra Rodríguez Eugenio
Nayra Rodríguez Eugenio (Santa Cruz de Tenerife, siglo XX) es una astrofísica española, divulgadora científica y coordinadora de proyectos educativos en el Instituto de Astrofísica de Canarias.

## Biografía
Nació en Santa Cruz de Tenerife. Su interés por la ciencia surgió por su curiosidad cuando era pequeña y se formulaba muchas preguntas.Estudió Física en la Universidad de La Laguna (ULL), donde también realizó el Máster en Astrofísica. Hizo su tesis doctoral en el Instituto de Astrofísica de Canarias (IAC) y la ULL estudiando galaxias lejanas y cómo han cambiado sus propiedades con la edad del Universo. Durante su doctorado, obtuvo varias becas para hacer estancias de colaboración en Estados Unidos.

### Trayectoria profesional
Desde 2011 ha trabajado en la Unidad de Comunicación y Cultura Científica del IAC,como divulgadora y coordinadora del Proyecto Educativo con Telescopios Robóticos (PETeR), que permite al alumnado español hacer sus propias investigaciones del Universo usando telescopios profesionales. Esto le ha permitido realizar estancias en Reino Unido y en Portugal. También coordina la iniciativa "Habla con Ellas: Mujeres en Astronomía". Ha dirigido el curso internacional de formación de profesorado "Astronomy Adventure in the Canary Islands".Forma parte del equipo español de «Coordinadores Nacionales de Educación de la Astronomía» de la Unión Astronómica Internacional.